# Upplands runinskrifter 461
Upplands runinskrifter 461 är en vikingatida runsten av granit i Torslunda, Haga socken och Sigtuna kommun. 
Runstenen är cirka 2 meter hög och 1,2 meter bred. Runhöjden är cirka 7 centimeter. Stenen är inbyggd i en mur. Enligt Johannes Bureus stod stenen tidigare i "Torslunda äng". När stenen flyttades till sin nuvarande plats är okänt.
Det är tänkbart att den "Est" som omnämns i inskriften är identisk med mannen med samma namn på U 458 och U 459.

## Inskriften
Translitterering av runraden:
fastulfr · auk yrinkr auk| |ka-(r) -(u)- hulmlauk · þau litu raisa stain þina iftiʀ aist faþur sin auk fastlauk at bunta (s)in kuþ hial(b)i silu hans
Normalisering till runsvenska:
Fastulfʀ ok Øringʀ(?) ok Gæ[i]ʀʀ(?) o[k] Holmlaug þau letu ræisa stæin þenna æftiʀ Æist, faður sinn, ok Fastlaug at bonda sinn. Guð hialpi selu hans.
Översättning till nusvenska:
Fastulv och Öring (?) och Ger(?) och Holmlög de läto resa denna sten efter Est, sin fader, och Fastlög efter sin man. Gud hjälpe hans själ.